# Salu tilts
Salu tilts ("Öbron") är en vägbro över Daugava i Riga i Lettland. Bron byggdes som Maskavas tilts ("Moskvabron) 1975–1976  och fick sitt nuvarande namn 1991. Bron, som är byggd i betong, går också över mellersta delen av Zaķusala och över norra delen av Lucavsala.
På ett nedre plan finns en cykel- och gångväg.

## Bildgalleri

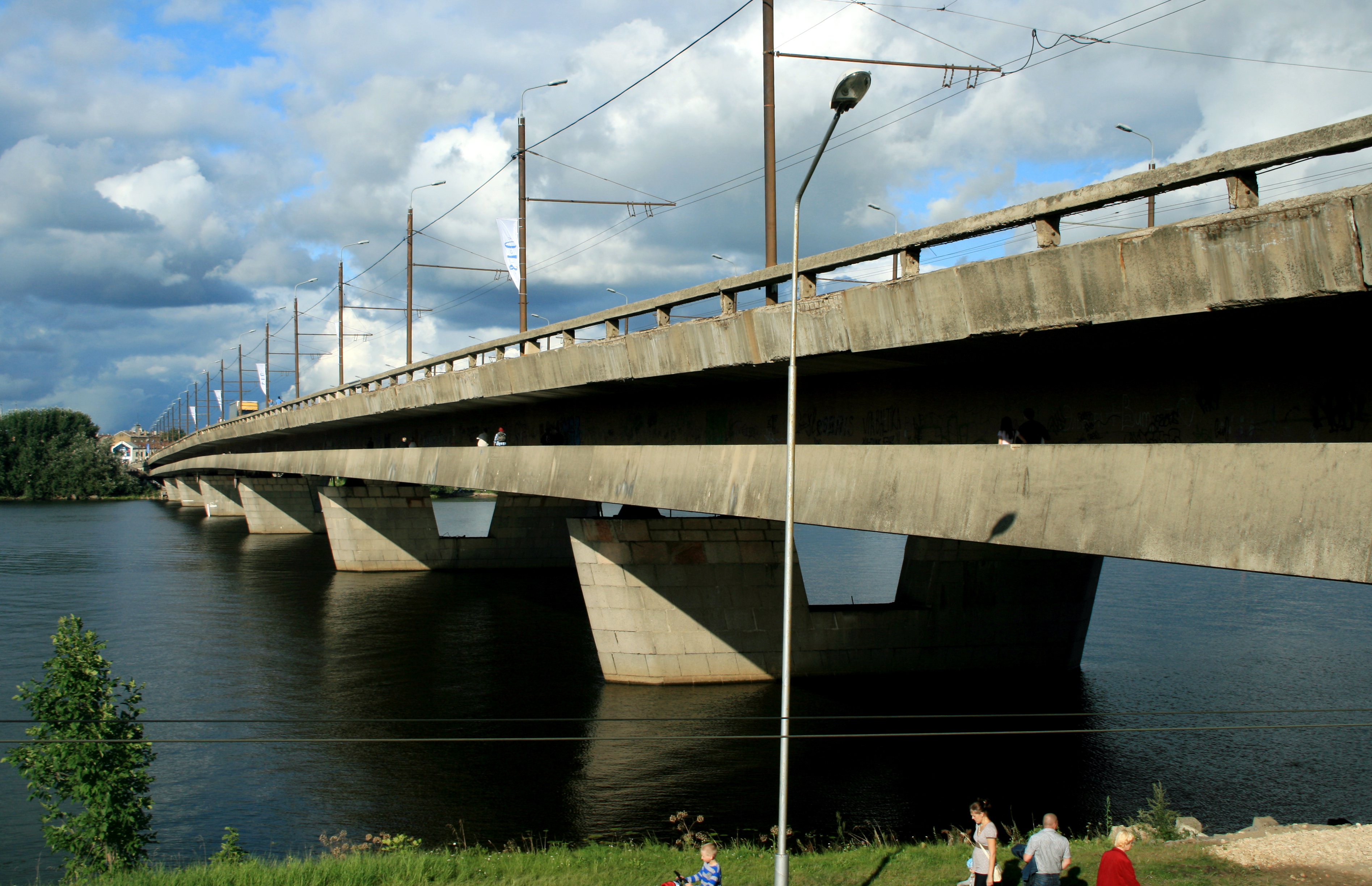
Salu tilts
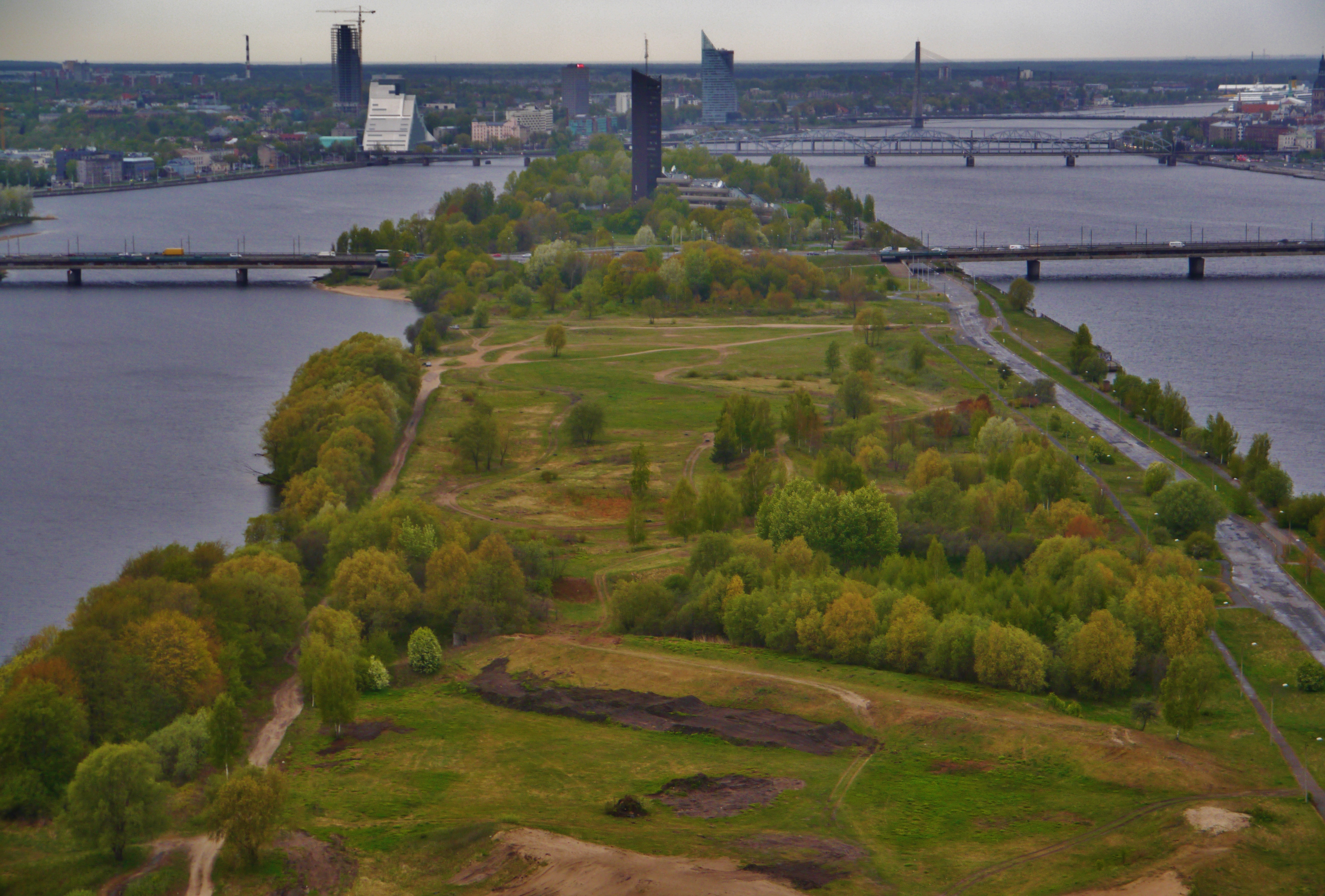
Öbron över Zaķusala
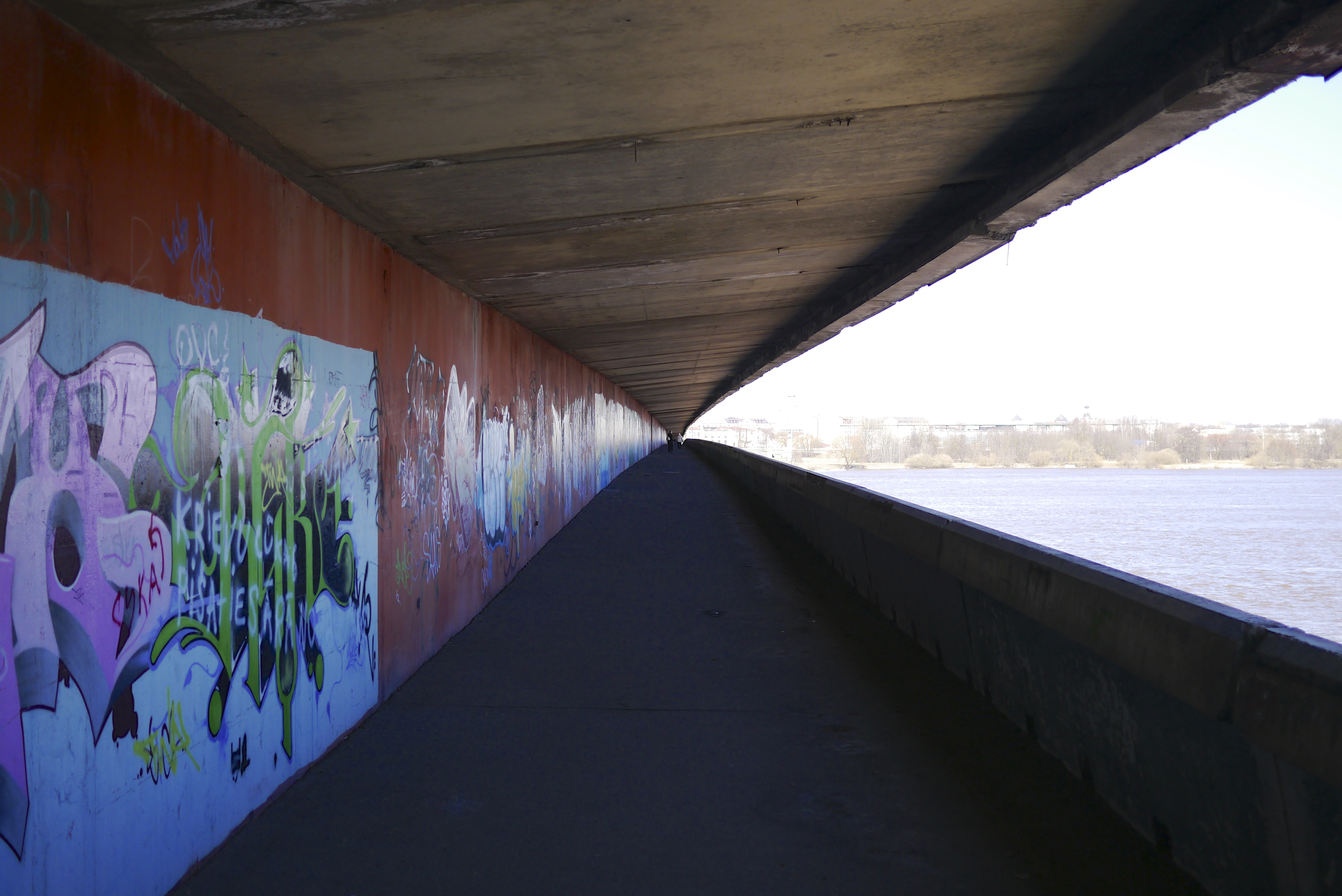
Fotgängarbron på undre däck